# Сади (Нижньогородська область)
Сади (рос. Сады) — присілок в Арзамаському районі Нижньогородської області Російської Федерації.
Населення становить 6 осіб. Входить до складу муніципального утворення Ломовська сільрада.

## Історія
Від 2009 року входить до складу муніципального утворення Ломовська сільрада.

## Населення
| 2002 | 2010 |
| ---- | ---- |
| 14   | ↘6   |